# Niepszczołąg
Niepszczołąg (kaszb. Niepszczołąg, niem. Niepczelong) – kolonia kaszubska w Polsce położona w województwie pomorskim, w powiecie chojnickim, w gminie Konarzyny, nad rzeką Chociną. Osada jest częścią składową sołectwa Zielona Chocina. 
W latach 1975–1998 miejscowość administracyjnie należała do województwa słupskiego.